# Athol (Idaho)

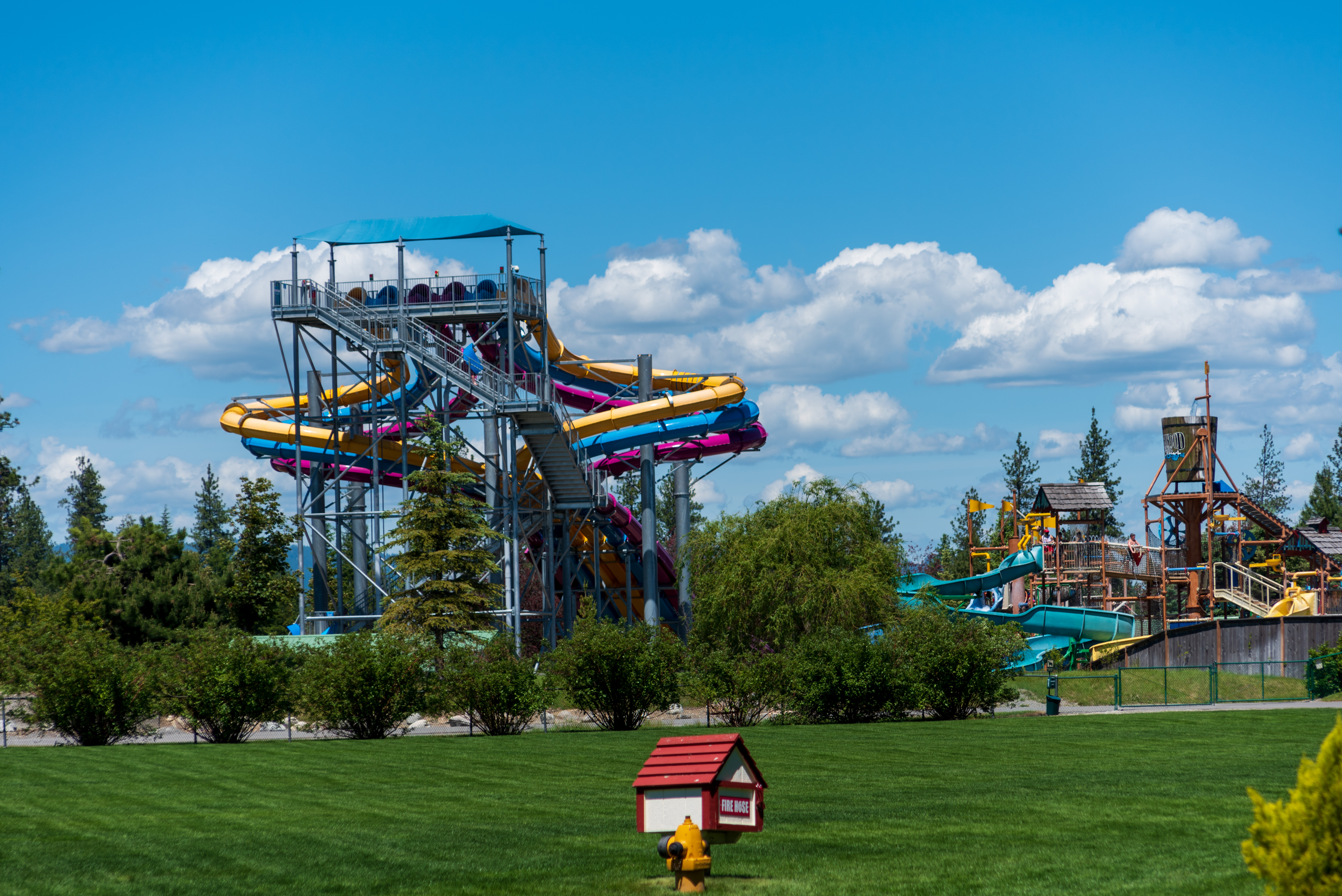
Boulder Beach Water Park

Athol es una ciudad situada en el condado de Kootenai, Idaho, Estados Unidos. Tiene una población estimada, a mediados de 2023, de 734 habitantes.

## Geografía
La localidad está ubicada en las coordenadas 47°56′50″N 116°42′28″O / 47.94722, -116.70778 (47.947103, -116.707648). Según la Oficina del Censo, tiene una superficie de 2.97 km², correspondientes en su totalidad a tierra firme.

## Demografía
Según la estimación 2018-2022 de la Oficina del Censo, los ingresos medios de los hogares de la localidad son de $48,500 y los ingresos medios de las familias son de $76,563. Alrededor del 9.5% de la población está por debajo de la línea de pobreza nacional.

## Lugares de interés
El Silverwood Theme Park, el parque temático más grande del Noroeste de los Estados Unidos, está ubicado en la localidad. Ofrece más de 70 juegos, toboganes, espectáculos y atracciones, incluidas el Boulder Beach Water Park, un tren a vapor y varios restaurantes, distribuidos en una superficie de 87 hectáreas.